# 1. etape af Post Danmark Rundt 2009
Første etape af Post Danmark Rundt 2009 var en 175 km lang etape, der blev kørt onsdag 29. jul. Ruten gik fra Hirtshals til Rebild. Den afsluttedes med 3 omgange på en 13,2 km lang rundstrækning i området omkring Rebild Bakker. Dette gav i alt 4 passager på toppen af Rebild Bakker. Etapen blev vundet af Matti Breschel fra Team Saxo Bank. 
- Etape: 1
- Dato: 29. juli
- Længde: 175 km
- Gennemsnitshastighed: 41.4 km/t

## Udgåede ryttere
Der udgik ikke nogle ryttere på 1. etape.

## Resultatliste
|    | Navn                | Land       | Hold                                      | Tid     |
| -- | ------------------- | ---------- | ----------------------------------------- | ------- |
| 1  | Matti Breschel      | Danmark    | Team Saxo Bank                            | 4:13.10 |
| 2  | Simon Gerrans       | Australien | Cervélo TestTeam                          | + 0.00  |
| 3  | Martin Pedersen     | Danmark    | Team Capinordic                           | + 0.00  |
| 4  | Kristof Vandewalle  | Belgien    | Topsport Vlaanderen-Mercator              | + 0.00  |
| 5  | Aleksejs Saramotins | Letland    | Team Designa Køkken                       | + 0.00  |
| 6  | Rasmus Guldhammer   | Danmark    | Team Capinordic                           | + 0.00  |
| 7  | Daniel Foder        | Danmark    | Team Concordia-Vesthimmerland Pro Cycling | + 0.00  |
| 8  | Allan Johansen      | Danmark    | Team Designa Køkken                       | + 0.00  |
| 9  | Lars Bak            | Danmark    | Team Saxo Bank                            | + 0.00  |
| 10 | Maurizio Biondo     | Italien    | Ceramica Flaminia-Bossini Docce           | + 0.00  |

## Bakke- og pointspurter

### 1. spurt (Tårs)
Efter 35,0 km
| Vinder | Jeremy Hunt         | 5p, 3s |
| 2.     | Thijs van Amerongen | 3p, 2s |
| 3.     | Nicolaj Olesen      | 1p, 1s |

### 2. spurt (Hjallerup)
Efter 79,0 km
| Vinder | Jeremy Hunt                       | 5p, 3s |
| 2.     | Thijs van Amerongen               | 3p, 2s |
| 3.     | Nicolaj Olesen og René Weissinger | 1p, 1s |

### 1. bakke (Helleshøj,Tornby)
Efter 14,0 km
| Plads | Navn                | Point |
| ----- | ------------------- | ----- |
| 1.    | Vitaly Popkov       | 10    |
| 2.    | Ricky Enø Jørgensen | 6     |
| 3.    | René Jørgensen      | 4     |
| 4.    | Alan Marangoni      | 2     |

### 2. bakke (Rebild Bakker)
Efter 146,0 km
| Plads | Navn             | Point |
| ----- | ---------------- | ----- |
| 1.    | Dominique Rollin | 10    |
| 2.    | Enrico Rossi     | 6     |
| 3.    | René Jørgensen   | 4     |
| 4.    | Anders Lund      | 2     |